# Фредерик Даглас
Фредерик Даглас (енгл. Frederick Douglass; Кордова, 14. фебруар 1818 — Вашингтон, 20. фебруар 1985) био је амерички политичар, књижевник и дипломата. Постао је најважнији вођа покрета за грађанска права Афроамериканаца у 19. веку.

## Биографија
Рођен је као роб у округу Талбот. Плантажа на којој је радио налазила се између Хилсбороа и Кордове. У својој првој аутобиографији, Даглас је изјавио: „Немам тачног сазнања о својим годинама, јер никада нисам видео ниједан аутентичан запис који то садржи.” Претпостављао је да је рођен 1817. Међутим, на основу постојећих записа Дагласовог бившег власника, Арона Ентонија, историчар Диксон Џ. Престон је утврдио да је Даглас рођен у фебруару 1818. Иако се не зна тачан датум његовог рођења, изабрао је да прослави 14. фебруар као рођендан, сећајући се да га је мајка звала „Мали Валентајн”.